# Alfie Lambe

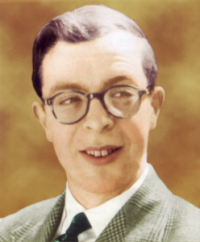
Alphonsus Lambe

Alphonsus „Alfie“ Lambe (* 24. Juni 1932 in Tullamore, Offaly, Irland; † 21. Januar 1959 in Buenos Aires, Argentinien) war ein irisches Mitglied der Legion Mariens und Missionar in Südamerika.
Er wuchs in einer Bauernfamilie auf und trat nach dem Schulabschluss in die Ordensgemeinschaft der Schulbrüder (Christian Brothers) ein. Wegen gesundheitlicher Probleme brach er das Noviziat ab. Er kam mit dem Gründer der Legion Mariens, Frank Duff, in Kontakt und entschied sich bald, als Gesandter der Legion in Kolumbien, Ecuador, Uruguay, Brasilien und Argentinien zu wirken. Er kam 1953 in Südamerika an und starb 1959, mit 26 Jahren, an Bauchkrebs. Sein Grab befindet sich in Buenos Aires auf dem berühmten Friedhof La Recoleta in der Abteilung der irischen Schulbrüder.
Seine sprachliche Begabung erlaubte es ihm, in kurzer Zeit Spanisch und Portugiesisch zu lernen. Es gelang ihm, Kontakt zu den Menschen aufzunehmen und sie für die Ziele der Legion zu begeistern. 
Er soll an die 2.000 „Präsidien“ (Legionsgruppen in einzelnen Pfarreien) gegründet haben. Das Erzbistum Buenos Aires eröffnete im Jahr 1978 ein Seligsprechungsverfahren.